# Derental
Derental település Németországban, azon belül Alsó-Szászország tartományban. Lakosainak száma 580 fő (2023. december 31.).

## Népesség
A település népességének változása:
| Lakosok száma | 580  | 583  | 583  | 576  | 594  | 580  |
|               | 2016 | 2017 | 2019 | 2021 | 2022 | 2023 |